# Eucharis bytinskisalzi
Eucharis bytinskisalzi is een vliesvleugelig insect uit de familie Eucharitidae. De wetenschappelijke naam is voor het eerst geldig gepubliceerd in 1956 door Boucek.